# Junki Mawatari
Junki Mawatari (født 3. oktober 1996) er en japansk fodboldspiller.
Han har spillet for flere forskellige klubber i sin karriere, herunder Kataller Toyama.